# Pelzhandelskanu

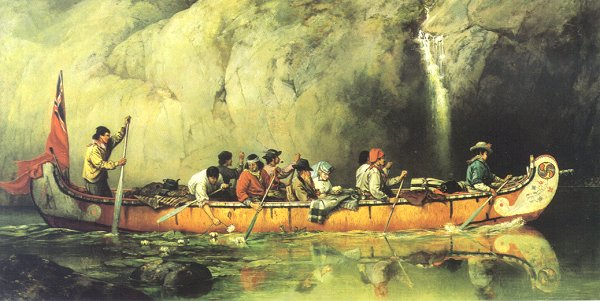
Pelzhandelskanu

Pelzhandelskanus waren Kanus der großen Pelzhandelsunternehmen Kanadas, die vornehmlich im 17. bis 19. Jahrhundert im Einsatz waren. Sie sind die bekannteste Form von Birkenrindenkanus und waren zu dieser Zeit das einzig praktikable Transportmittel für die großen Mengen an Handelsware vor allem Fellen. Sie waren angepasst an ein weites Land, das eng von Wasserläufen durchzogen ist. Obwohl nur 200 Jahre in Gebrauch, haben sie das verbreitete Bild des Indianerkanus maßgeblich bestimmt. Sie werden oft auch als Voyageurskanus bezeichnet.

## Geschichte
Aus Berichten aus den französischen Kolonien in Nordamerika ist bekannt, dass diese großen Kanus bereits früh entwickelt wurden. Allerdings hat wenig überlebt, was etwas über die Form und Herstellung aussagen kann. Vermutlich waren es vergrößerte Versionen der Algonkinkanus. Der Kontakt zu den Ojibwas an den Großen Seen, den anderen Herstellern von Kanus mit hohen Spitzen, kam erst später.
Anfangs wurden diese Kanus von den Indianern geliefert. Als dies nicht mehr ausreichend war, entstand eine Kanufaktorei bei Trois Rivières. Nachdem die Franzosen ihre Kolonien fast gänzlich an England verloren hatten, übernahmen englische Pelzhändler die Infrastruktur. Die North West Company entstand und dominierte gemeinsam mit der Hudson’s Bay Company (HBC) den Pelzhandel. Mit zunehmender Expansion des Pelzhandels weitete sich die Herstellung von Kanus (durch Europäer) immer mehr nach Westen und Nordwesten aus. Das energische Vordringen immer weiter ins Landesinnere, die allgemeine Zunahme des Pelzhandels und die relativ kurze Lebensdauer von durchschnittlich ein bis drei Jahren erforderte eine immer größere Menge an Kanus. So ist es verständlich, dass jeder größere Handelsposten auch einen Bootsbauplatz unterhielt, der die Versorgung mit Kanus sicherstellte.
Nach 1821 gab es praktisch nur noch die HBC als einzige Handelskompanie. Obwohl diese das Yorkboot favorisierte, behielt das Kanu in weiten Teilen seine herausragende Bedeutung. Um 1900 verschwanden die Pelzhandelskanus dann endgültig von der Bildfläche, verdrängt von Yorkbooten, Leichtern, Booten und Holzkanus nach Wood-and-Canvas-Bauweise der europäischen Siedler und Händler.

## Typen
Die Form der Kanus variierte wenig. Die Kiellinie ist gerade mit leichtem Anstieg nahe den Enden, die Linie des Dollbords gerade mit geringem Anstieg, an den Enden dann in scharfer Krümmung nach oben, um die hohen Spitzen zu formen.(Diese Krümmung biegt sich aber nie nach hinten, wie dies oft in Comics gezeichnet wird.) Gerade diese hohen Spitzen sind eine typische Eigenschaft von Pelzhandelskanus und resultieren nicht aus den bestehenden Formen indianischer Kanus. Zur Übernachtung war es gängige Praxis, das Boot umzudrehen und eine Plane zum Schutz vor der Witterung abzuspannen. Damit das Boot nicht flach liegt, sondern steil nach oben und so eine nötige Kopffreiheit bietet, sind hohe Spitzen erforderlich. Der Boden ist im Querschnitt flach und nur leicht gerundet, die Seiten relativ gerade und nach außen weisend. Die Form der Enden variieren je nach Gegend oder Vorliebe des Kanubauers. Unterschiedliche Formen der Steven beeinflussen nicht die eigentliche Form des Kanus, lediglich die Gesamtlänge ändert sich.
Es werden hauptsächlich zwei Arten oder Typen ihrer Größe nach unterschieden: Die Montrealkanus (canot du maitre, maitre canot) und die Nordkanus (canot du nord).
Montrealkanus wurden hauptsächlich auf der Strecke von Montreal nach Grand Portage bzw. später Fort William eingesetzt. Hier ging der Weg größtenteils über offenes Wasser und breite Flüsse. Diese Kanus waren durchschnittlich um die 11 m lang und 170 cm breit. Mittschiffs waren sie etwa 75 cm hoch, die Spitzen maßen ca. 130 cm. Das Gewicht lag etwa zwischen 250 und 300 kg (im trockenen Zustand). Auf Portagen wurde ein solches Kanu üblicherweise von vier Voyageuren getragen. Die Montrealkanus konnten etwa drei Tonnen Ladung transportieren. Inklusive der Mannschaft, der Verpflegung und sonstiger Ausrüstung ergab sich eine Nutzlast von ca. vier Tonnen. Die durchschnittliche Mannschaftsstärke betrug zehn Mann.
Nordkanus waren kleiner. Sie wurden bevorzugt in den Gebieten nördlich der Großen Seen eingesetzt, wo die Flüsse kleiner oder die Routen schwieriger waren. Sie waren um die 8 m lang und ca. 145 cm breit. Die Höhe in der Mitte lag bei 65 cm, die Höhe der Spitzen bei 130 cm. Das Gewicht dürfte zwischen 120 und 150 kg gelegen haben. Nur zwei Voyageure waren nötig, um sie zu tragen. Diese Kanus transportierten 1,2–1,5 t Ware, insgesamt lag die Nutzlast bei max. 2,5 t. Voll beladen hatten sie etwa 45 cm Tiefgang. Die durchschnittliche Mannschaftsstärke betrug sechs Mann.
Gelegentlich erwähnt wird ein canot batard, ein hybrider Typ in der Größe zwischen Montreal- und Nordkanu.
Ein Expresskanu wurde eingesetzt, wenn Eile geboten war, z. B. wichtige Nachrichten oder nötige Medikamente überbracht werden mussten. Hier zählte nur Geschwindigkeit. Dazu wurden spezielle Kanus genommen, die sehr schnell waren.
Das Leichtkanu (canot léger), oft mit einem Expresskanu gleichgesetzt oder verwechselt, war kein spezielles Kanu. Es wurde lediglich gering beladen. Durch den geringeren Tiefgang konnte eine höhere Geschwindigkeit erzielt, durch wenig Gepäck konnte schneller portagiert werden. Hier handelte es sich eher um ein reguläres Kanu in einem speziellen Einsatz.
Die Namenszuordnung erfolgte manchmal eher nach der Zweckbestimmung, weniger hing sie von absoluten Maßen ab. So könnte zum Beispiel ein canot batard als canot du nord bezeichnet worden sein, wenn es im Nordwesten eingesetzt war, oder aber als canot maitre, wenn es auf den Großen Seen unterwegs war.

## Ladung
Die zu transportierenden Waren wurden in leicht handhabbare Bündel oder Pakete verpackt, die pieces genannt wurden. Die Ware wurde so verteilt, dass jedes Bündel etwa 40–45 kg wog. Das ganze wurde in Segeltuch eingeschlagen und vernäht. Meist erhielten die Pakete Aufschriften mit Angaben beispielsweise über Besitzer, Bestimmungsort, Gewicht, Art des Inhalts und eine laufende Nummer. Die eingetauschten Felle und Pelze wurden in Fellpressen auf das erforderliche Maß für die pieces gebracht. So ergeben zum Beispiel 500 Minkfelle ein Paket von etwa 60 × 53 × 38 cm Größe und etwa 40 kg Gewicht.
Flüssigkeiten oder nässeempfindliche Waren wurden in kleinen Fässern transportiert. Diese hatten eine Standardgröße von 9 Gallonen oder 40 Liter.
Daneben kamen Kisten zum Einsatz, cassettes genannt. Sie maßen etwa 40 × 40 cm und hatten eine Länge von ca. 70 cm. Lose Gegenstände, wie die Kochutensilien der Mannschaft, wurden oft in Körben transportiert.
Die Ladung wurde nicht direkt auf den Kanuboden gelegt. Um den Druck zu verteilen, legte man den Boden mit ein paar Fichten- oder Zedernstangen aus. Dies schützte die Ladung auch vor dem Bilgenwasser. Jedes Kanu führte eine oder mehrere Planen aus geöltem Segeltuch mit sich, mit denen die Ladung abgedeckt wurde, um sie vor Regen oder Spritzwasser zu schützen.

## Fahrt

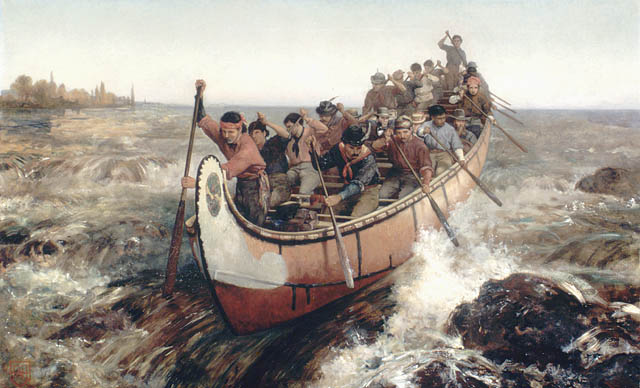
Befahren einer Stromschnelle

Die übliche Art des Antriebs war der Gebrauch des Stechpaddels. Die Paddel der milieux, der normalen Voyageure, wurden aus unterschiedlichen Hölzern hergestellt; bevorzugt wurde Schwarzlinde, weil sie fester und flexibler als Weichholz, aber leichter als andere Harthölzer ist. Die Länge reichte bis zum Kinn, das Blatt war relativ schmal, ca. 12 cm breit. Dieses schmale Blatt, in Zusammenhang mit kurzen kräftigen Schlägen, ermöglichte Paddelfrequenzen von 90 Schlägen in der Minute. Die Paddel waren meist derb genug gestaltet, so dass man sich mit ihnen auch hin und wieder von einem Stein abstoßen konnte. Sowohl der gouvernail, der Steuermann im Heck, als auch der avant, der vorderste Mann im Bug, benutzten längere Paddel, weil sie üblicherweise im Stehen arbeiteten. Solche Paddel waren zwischen 1,80 und 2,40 m lang.
Wehte ein günstiger Wind, wurde auf Seen oder großen und breiten Flüssen ein Hilfsmast errichtet und eine Plane als Segel benutzt, eine seltene Gelegenheit des Ausruhens für die Voyageure. Wurde die Strömung flussaufwärts zu stark zum Paddeln, wurde getreidelt, wenn das Ufer frei genug von Büschen oder Bäumen oder nicht zu schlammig war. War der Fluss nicht zu tief, benutzte man lange Stangen zum Staken. Im ungünstigsten Fall mussten die Voyageure ins knie- bis hüfttiefe Wasser springen und das Kanu von Hand schieben oder ziehen. Erreichte man einen schwer befahrbaren Abschnitt, half manchmal eine sogenannte demicharge. Dazu entlud man das Boot zur Hälfte, um den Tiefgang zu verringern. Mit dem erleichterten Kanu konnte dieser Abschnitt befahren werden und es musste nur die halbe Ladung portagiert werden.
Eine Portage wurde erforderlich, wenn auch dies nicht mehr möglich war. Es musste Ladung und Boot über Land getragen werden, bis die unpassierbare Stelle umgangen war. Die übliche Last eines Voyageurs war mindestens zwei pieces, welche mittels eines Trageriemens, der über die Stirn ging, befördert wurde. Die Anzahl der pieces erforderte in der Regel für jeden Voyageur einen dreimaligen Gang.
Die täglichen Strecken, die durchschnittlich zurückgelegt wurden, konnten unter guten Bedingungen ausnahmsweise durchschnittlich 120 bis 130 km erreichen. Alexander MacKenzie benötigte für die 4800 km lange Expedition zum Eismeer 102 Tage. Das waren durchschnittlich 47 km am Tag.